# سامسونج للتأمين على الحياة
سامسونج للتأمين على الحياة (بالإنجليزية: Samsung Life Insurance) (بالكورية: 삼성 생명) هي شركة متعددة الجنسيات من كوريا الجنوبية للتأمين ومقرها في سيول في كوريا الجنوبية، وهي إحدى الشركات التابعة لمجموعة سامسونج. وهي أكبر شركة تأمين في كوريا الجنوبية وحظَت بـ500 شركة عالمية.
وتشمل المنتجات الرئيسية الحياة والتأمين الصحي والمعاشات. كانت سامسونج للتأمين شركة خاصة من تأسيسها عام 1975 حتى ذهب الجمهور في مايو 2010. وكان الاكتتاب الأكبر في تاريخ كوريا الجنوبية وجعل سامسونج للتأمين على الحياة من الشركات الأكثر قيمة في البلاد من حيث القيمة السوقية. يقع مقرها الرئيسي في سيول المركزية، في البوابة التاريخية التي تقع في قلب مدينة سيول.